# Ессебрук
Ессебрук (нід. Essebroek) — селище в нідерландській провінції Гелдерланд. Входить до муніципалітету Бюрен. Перша згадка про селище датується 1913 роком під назвою Ессхенбрук (нід. Esschenbroek), що буквальо перекладається як «поросле ясенями болото». Наразі у селищі нараховується близько 20 будинків.